# Luísa Pastor Lillo
Luísa Pastor Lillo (Sant Vicent del Raspeig, 10 d'octubre de 1948 - 18 d'abril de 2018) fou una política valenciana, primera dona alcaldessa del seu municipi (2001-2015) i presidenta de la Diputació Provincial d'Alacant (2011-2015).

## Biografia
Militant del Partit Popular (PP), Luísa Pastor es presenta com a cap de llista a les eleccions municipals de 1999 i accedeix a l'alcaldia dos anys després, quan 4 regidors del PSPV abandonen la formació i passen al Grup Mixt. Aleshores el PP, amb Pastor al capdavant, presenta una moció de censura a l'anterior alcalde, Francisco Canals, amb el suport d'aquests quatre regidors ex-socialistes.
Luisa Pastor ha guanyat les successives eleccions municipals amb majories absolutes i ha compaginat les tasques d'alcaldessa, i després regidora, amb les de diputada de Benestar Social a la Diputació d'Alacant. Des de 2011 presidí la corporació provincial en substitució de José Joaquín Ripoll.
L'octubre del 2015 va dimitir com a regidora de Sant Vicent després que un govern d'esquerres es fes càrrec de la gestió municipal. El juliol del 2017 va deixar el càrrec de secretària general i es va desvincular de la política.
L'agost de 2009 morí el seu marit, José Ramón García Antón, conseller de la Generalitat Valenciana, amb el qual havia tingut cinc fills.